# 愛∞無限
『愛∞無限』（あいむげん）は、台湾のテレビドラマ。
2010年8月22日から2010年11月28日まで台湾の中華電視公司で放送された。

## 概要
主演は『笑うハナに恋きたる』（原題：不良笑花）以来2年振りの主演となる潘瑋柏（ウィルバー・パン）。同作で様々な役柄をこなしたい事を知った当時の制作総指揮でもある柴智屏（アンジー・チャイ）に彼の演技力が買われ再抜擢された。脚本家は韓国ドラマ『ロマンスハンター』『ルル姫』 を手掛けたクォン・ソヨンが起用され、コミカルな作風が多い台湾ドラマに韓国ドラマ独特のドロドロした空気も織り混ざっている。これは柴智屏によると、互いに新しいアイデアを引き出す事を目的としている。また、張榕容（チャン・ロンロン）は本作での役作りの為に髪を20cm以上切って挑んだ。
キャッチコピーは「あなたは「運命の赤い糸」を信じますか?」「また会えるなら 100回別れてもいい」「赤い糸で結ばれた2人はいつか必ずひとつになれる」「ある夜、ほつれた赤いスカートの糸をきっかけに、運命の出会いを果たす」。

## キャスト
| 役名                          | 俳優名                        | 役柄           |
| ----------------------------- | ----------------------------- | -------------- |
| リャン・ジンハォ （梁景晧）   | 潘瑋柏 （ウィルバー・パン）   |                |
| ソン・ルィエン （宋瑞恩）     | 張榕容 （チャン・ロンロン）   |                |
| リー・ミンシュオ （李民碩）   | 林佑威 （リン・ヨウウェイ）   |                |
| シュー・シンジェ （許心潔）   | 住谷念美                      |                |
| ソン・ワンジー （宋萬紀）     | 趙樹海 （ヂャオ・シューハイ） |                |
| リャン・フーチェン （梁福城） | 王夢麟 （ワン・メンリン）     |                |
| ルォ・フイイン （羅恵英）     | 葛蕾 （ゲー・レイ）           | ミンシュオの母 |
| 看護師                        | 呂曼茵 （ルー・マンイン）     |                |
| クン会長 （崑哥）             | 黄仲崑 （ホァン・ヂョンクン） |                |
| 道館のオーナー                | 卜學亮 （ブライト・ブー）     |                |
| ノーキュー （NO-Q）           | 黄鐙輝 （ホァン・デンフイ）   |                |
| ヂャオ・ビーユン （趙碧雲）   | 廖語晴 （Linda）              |                |
| ヂャオ・トントン （趙童童）   | 陳詩穎 （チェン・シーイン）   |                |
| メイルーさん （美如姐）       | 張家慧 （ゲー・ジァフイ）     |                |
| ゾウ・ミンリー （周敏麗）     | 顔嘉樂 （イェン・ジァレー）   |                |

## スタッフ
- 監督 - 林合隆（リン・ハーロン）
- プロデューサー - 柴智屏（アンジー・チャイ）、李繼賢（リー･ジーシェン）、陳倩如（チェン・ルー）
- 脚本総括 - クォン・ソヨン（權昭娟）

## 主題歌
オープニングテーマ
- 『Afraid of hurt/我們都怕痛』

歌 - 潘瑋柏（ウィルバー・パン）
エンディングテーマ
- 『Rainbow rain/彩虹雨』

歌 - 黄宇熏（シャイン・ホァン）

## ソフトウェア

### DVD
販売元：コミックリズ株式会社
- 「愛∞無限 ノーカット版DVD-BOXI」（2011年11月2日）
- 「愛∞無限 ノーカット版DVD-BOXII」（2011年12月7日）

## 日本国内放送局
| 放送地域   | 放送局         | 放送期間                 | 放送日時                     | 放送系列       |
| ---------- | -------------- | ------------------------ | ---------------------------- | -------------- |
| 日本全域   | DATV           | 2011年6月8日 -           | 毎週水曜 22時00分 -          | CS放送         |
| 東京都     | TOKYO MX       | 2011年6月29日 - 11月9日  | 毎週水曜 22時00分 - 22時55分 | JAITS          |
| 近畿広域圏 | 朝日放送       | 2011年6月29日 - 11月16日 | 毎週水曜 26時13分 - 27時08分 | テレビ朝日系列 |
| 群馬県     | 群馬テレビ     | 2011年7月4日 -           | 毎週月曜 20時00分 - 20時55分 | JAITS          |
| 新潟県     | テレビ新潟     | 2011年7月5日 -           | 毎週火曜 25時04分 - 24時59分 | 日本テレビ系列 |
| 静岡県     | 静岡第一テレビ | 2011年7月5日 -           | 毎週木曜 深夜                | 日本テレビ系列 |
| 中京広域圏 | 名古屋テレビ   | 2011年7月13日 -          | 毎週水曜 25時59分 - 26時54分 | テレビ朝日系列 |
| 岩手県     | IBC岩手放送    | 2011年7月15日 -          | 毎週金曜 25時40分 - 24時35分 | TBS系列        |
| 山形県     | テレビユー山形 | 2011年8月4日 -           | 毎週木曜 25時40分 - 24時35分 | TBS系列        |
| 埼玉県     | テレビ埼玉     | 2011年8月8日 -           | 毎週月曜 11時30分 - 12時25分 | JAITS          |
| 千葉県     | 千葉テレビ放送 | 2012年9月6日 -           | 毎週木曜 20時00分 - 21時00分 | JAITS          |